# 尼日利亚健康

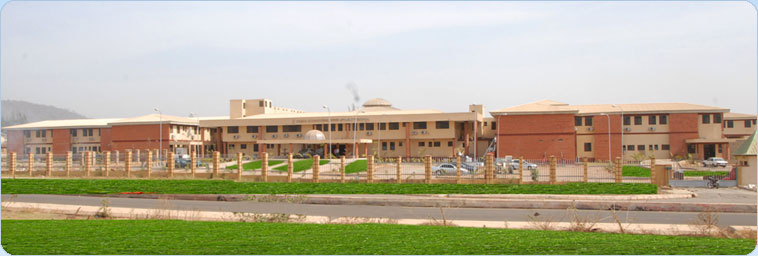
位于尼日利亚首都阿布贾的一家医院

根据世界卫生组织（WHO）的说法，健康是“一种身体、心理和社会功能三方面的完满状态，而不仅仅是没有疾病或不虚弱。” 言下之意，这涉及到一种幸福感，当身体系统有效、高效地协同运作，并与环境和谐相处，以实现美好生活的目标时，个人可以获得这种幸福感。
人民的健康和福祉是可持续发展和繁荣社会的重点。自1950年以来，尼日利亚在改善健康方面取得了重大进展。尽管下呼吸道感染、新生儿疾病和艾滋病依然是尼日利亚人民最主要的死亡原因， 但在治疗脊髓灰质炎、疟疾和肺结核等其他疾病方面，当地有了长足的进展。而其他对健康的威胁包括：营养不良、污染和道路交通事故。2020年，尼日利亚是非洲2019冠状病毒疾病病例最多的国家之一。
一般来说，一个地方人口的健康程度可以通过诸如出生时预期寿命、婴儿死亡率、新生儿死亡率、5岁以下儿童死亡率（U5MR）和产妇死亡率等指标来衡量。然而，与个人先天相关的特征，如年龄、性别和基因构成，也是有助于确定健康的因素。 影响健康的其他因素还包括社会经济状况、文化、教育、室内/室外环境、营养状况、人们自身的健康生活习惯和做法（例如识别家庭成员何时患病的能力），以及政府对其部门，特别是卫生医疗行业的政策和方案态度如何。

## 预期寿命和5岁以下儿童死亡率
尼日利亚出生时的预期寿命正在增加。 从2007年的49.4增加到2017年的约54。十年间（2007-2017年），每1000名活产的5岁以下儿童死亡率从145.7大幅下降到100.2。 如下表二所示，与其他一些参考国家（加纳、马拉维、卢旺达、苏丹、挪威、美利坚合众国、中国和澳大利亚）相比，人口约1.95亿的尼日利亚表现不佳。此外，与世界平均水平和世界银行地区（即东亚和太平洋地区、欧洲和中亚地区、拉丁美洲和加勒比地区、中东和北非地区、南亚和撒哈拉以南非洲地区）相比，该国也没有更好的表现。
资料来源:  健康指标与评估研究所 (IHME)
资料来源：5 岁以下儿童死亡率（每 1,000 例活产）和出生时预期寿命（年）。
联合国儿童死亡率估计机构间小组制定的估计数  （联合国儿童基金会、世界卫生组织、世界银行、联合国经社部人口司）

资料来源：联合国人口司。世界人口展望：2017 年修订版。世界银行集团

## 孕产妇死亡率

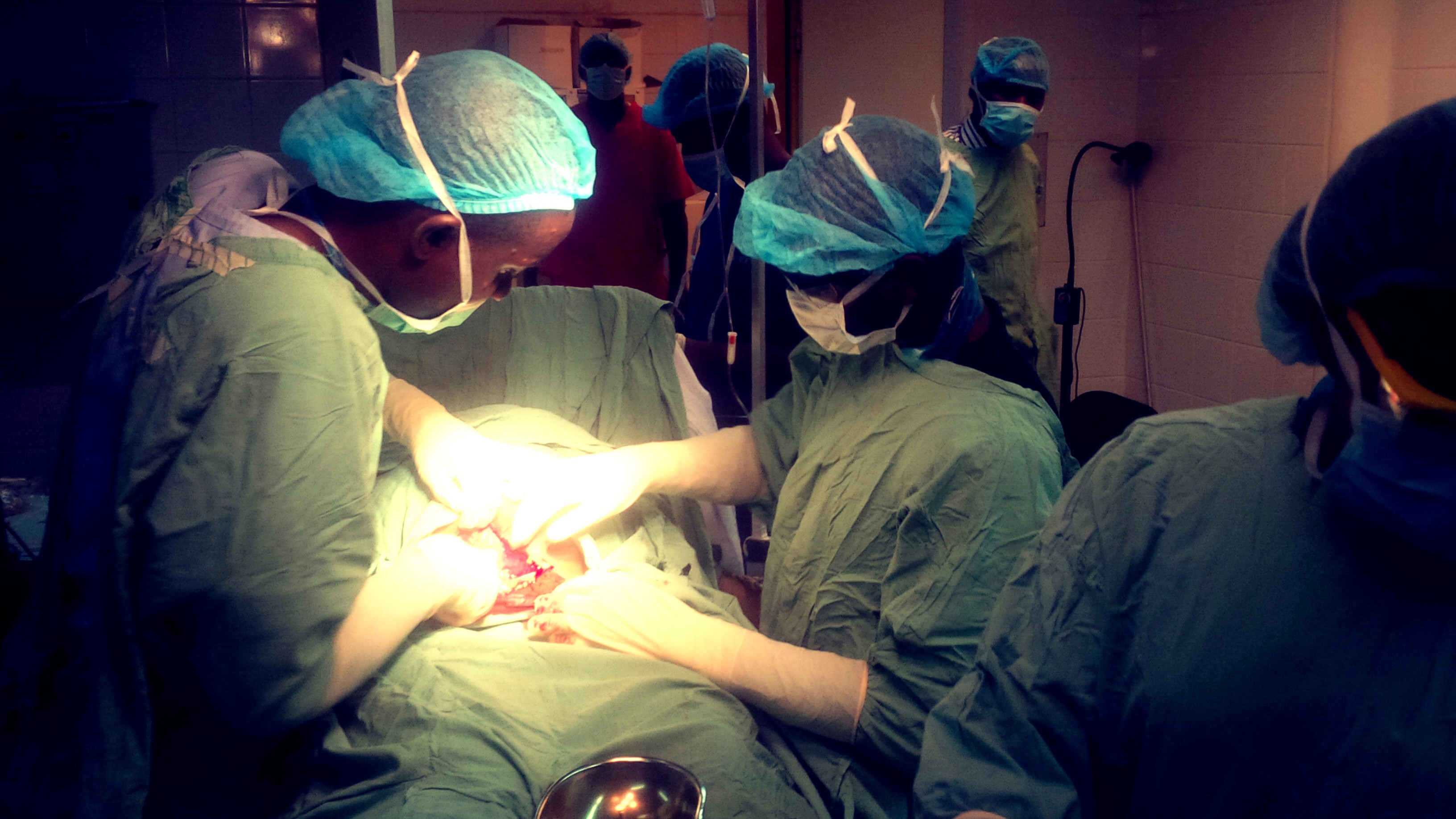
在尼日利亚成功进行的紧急剖腹产手术。

尼日利亚的产妇死亡率高于每10万活产800人。 2013年，尼日利亚的该比率为每10万活产560例死亡；而在1980年，每10万活产中有516名孕妇死亡。 出现这种情况可能与：尼日利亚的卫生设施差、无法获得高质量的医疗服务、贫困造成的营养不良、牧民与农民冲突、女性生殖器切割、堕胎以及位于尼日利亚东北部的博科圣地恐怖主义造成的流离失所有关。 在尼日利亚，一名孕妇的终生死亡风险为1/22。 另外，尼日利亚是世界上对堕胎限制最严格国家之一。
2019年发表的一项研究调查了当地医疗提供者的产科急诊能力，发现其低于平均水平。 另一项循证研究表明，由于教育水平低，该国南部地区的孕产妇死亡率有所下降，而北部地区的孕产妇死亡率仍在上升。
孕产妇死亡率对该国的社会经济发展产生负面影响。 到 2030 年，如果尼日利亚要将孕产妇死亡率降低到每 100,000 名活产中 70 人以下（可持续发展目标目标 3 – 具体目标 1），则所有人都必须全力以赴才能实现这一目标。人们可以首先从促进和保护自己以及周围人的健康开始，做出明智的选择、进行安全的性行为以及在政府批准的保健中心参加产前护理。在这方面，社区应该更多地认识到良好的健康状态、健康生活方式的重要性，以及人们获得优质医疗服务的权利，特别是对妇女和儿童等最弱势群体。政府、地方领导人和其他决策者应当对其改善人民获得健康和医疗保健的承诺负责。

## 供水和卫生
从1990年到2006年，尼日利亚有47%比例的人口能够获得优质水源，在2010年增加到54%。在城市地区，获得优质水源的比例从80%下降到2006年的65%，然后在2010年恢复到74%。
在当地，除了阿布贾和拉各斯的一些地区外，由于没有中央污水系统，所以采用化粪池作为卫生设施。 据2006年的一项研究估计，只有1%的拉各斯家庭连上了通用下水道。 2016年，由于不安全用水、不安全卫生设施和缺乏个人卫生导致的死亡率为每10万人中有68.6人死亡。

## 艾滋病毒/艾滋病
2018年尼日利亚艾滋病毒/艾滋病指标和影响调查（NAIS）显示，全国15-49岁成年人的艾滋病毒感染率为1.4%。 在尼日利亚，艾滋病毒的感染率因地区和州而异。阿夸伊博姆州的艾滋病毒感染率最高，疾病负担为5.6%，200,051 DALYs（伤残调整寿命年）。紧随其后的是其次是贝努埃州 （4.9%，188,482 DALYs）和河流州（3.8%， 196,225 DALYs）。吉加瓦 (12,804 DALYs) 和卡齐那 (26,597 DALYs) 的患病率最低，均为 0.3%。 所述地区因人们的高风险行为导致该流行病高度集中，包括用有多个性伴侣、低风险认知、无法获得优质医疗保障服务，以及流动小贩在街上贩卖货物，特别是在军队和警察检查站周围。导致艾滋病毒传播的其他风险因素，包括卖淫、性传播感染 (STIs) 的高流行率、秘密的高危同性恋/异性恋行为以及贩卖妇女。  尼日利亚的青年以及青少年特别容易感染艾滋病毒，年轻女性的风险高于青年男子。

## 疟疾
疟疾是一种由蚊子引起的疾病，在尼日利亚造成了难以描述的发病率和死亡率。尽管自 2007 年以来疟疾在该国的传播和死亡人数略有下降，但它仍是该国第一大死因， 截至2012年，该国的疟疾患病率为11%。其中一部分数据来自美国总统的疟疾倡议，该倡议将尼日利亚确定为高负担国家。 负责处理这个问题的尼日利亚分部——国家疟疾控制计划注意到了这个问题，并采纳了世界疟疾日的主题“永远终结疟疾”。
2017 年，根据 IHME 排名，疟疾在尼日利亚高死亡原因中排名第四，U5MR和1岁以下儿童死亡率分别为103.2例和62.6例/1000活产死亡。 由于在尼日利亚各州仍有零星的高级别传播，加之药品的抗药性和耐药性的斗争永无休止，以及无法根除该疾病所带来的社会经济成本，到2050年似乎无法实现根除疟疾。然而，如果齐心协力按照步骤，根除这种疾病是一个可以实现的大胆目标。应着重解决疟疾预防和控制方案管理不力以及数据未充分用于制定策略的问题。 控制蚊子的数量以及高质量的诊断和治疗，这对于成功根除这种疾病是非常有必要的。此外，想要在该国彻底根除疟疾，通过透明度和独立问责机制，加强尼日利亚各级政府强有力和坚定的领导也非常重要。

## 地方病
1985年，黄热病肆虐尼日利亚一个城镇，导致1000人死亡。在5年的时间里，这一流行病不断蔓延，导致死亡率上升。黄热病疫苗自20世纪30年代就已经存在。该国还有其他地方病，包括疟疾、甲型肝炎、乙型肝炎、伤寒和脑膜炎。 因为这些疾病在该国存在风险，旅行者通常被建议接种旅行疫苗和购买药物。

## 食物
在该国的北部地区，营养状况通常很差。自2002年以来，主食中应该添加维生素A、叶酸、锌、碘和铁等营养物质。比尔·盖茨表示，由于这会降低利润率，在尼日利亚一些工业界人士出现了“阻力”。比尔和梅琳达·盖茨基金会将在4年内捐赠500万美元，用于实施一项严格的测试制度，以确保实施这些标准。这些营养物质将以极低的成本，提供给那些以谷物和豆类为主食的贫困儿童，并由于缺乏此类营养物质导致降低发育不良的风险。维生素A可以降低麻疹和腹泻的死亡风险。在一些地区，7%的儿童在5岁之前死亡，其中近一半可归因于营养不良。负责供应盐、糖和面粉的阿利科·丹格特表示，需要打击进口低质量的食品，这些食品经常通过走私进入当地市场。

### 污染
在拉各斯，交通拥堵、环境污染、水污染、空气污染以及噪音污染是主要的健康问题。
毫无疑问，尼日利亚的水生系统是有毒化学品的储藏库，也是各种化合物及其产品的死胡同。石油和天然气工业排放以及大量的污水排入水道是一件令人厌恶的做法。来自点源（见点源污染）和非点源（见非点源污染）的化学物质，如多环芳烃、全氟烷烃和多氟烷烃以及重金属，会进入海洋、河流和溪流，并对其造成污染。  2018年，《国家报》报道了该国废物处置不当的情况，强调由于当地没有适当的废物管理系统，导致垃圾、废聚乙烯袋、塑料瓶和其他液体和固体废物被随意倾倒在自然环境中。 2017年5月，《赫芬顿邮报》就不断向海洋中倾倒塑料发出了警报。它认为“海洋正在被塑料淹没——而没有人注意到这种威胁”；有迹象表明，人们似乎被自己的垃圾淹没了。与此同时，艾伦·麦克阿瑟基金会和世界经济论坛预测，到2050年，海洋中的塑料将超过鱼类。随着消费预期的激增，届时与塑料相关的负外部性将成倍增加。大多数废弃物含有雌激素和雄激素，它们有可能渗入周围环境，影响生态系统，并可能改变激素功能。 这些污染物和许多其他化学品对水生生物是有毒的，通常会影响它们的寿命和繁殖能力；它们在捕食者吃掉猎物的过程中沿着食物链向上移动，并在这些生物体的脂肪组织中积累。

## 道路交通事故
每年约有125万人因道路交通事故而丧生。 另有2000万至5000万人遭受非致命伤害，许多人因受伤而致残。道路交通伤害给个人、家庭以及整个国家造成相当大的经济损失。这些损失是由于治疗费用以及因受伤而死亡或致残者导致的生产力损失，以及需要请假或请假去照顾伤者家庭成员所造成的。道路交通事故造成的损失占大多数国家国内生产总值的3%。道路交通伤害是15至29岁人群死亡的主要原因。
全世界每天有3400多人死于道路交通事故，每年有数千万人因此受伤或致残。儿童、行人、骑自行车者和老年人是道路使用者中最易受伤害的人群。世卫组织与世界各地的政府和非政府伙伴合作，提高对道路交通伤害的可预防性的认识，并推广如何正确处理关键行为相关的风险因素（速度、酒后驾驶、使用摩托车头盔、安全带和儿童约束装置）。
随着尼日利亚道路交通事故的危险趋势持续增加，2013年其被列为世界上最容易发生道路交通事故（RTA）的国家之一（非洲最多）， 尼日利亚政府为了解决道路死亡人数过多的问题，在1988年成立服务至今的联邦道路安全队。

### 道路交通事故水平及趋势
联邦道路安全总队 (FRSC) 表示，在 2018 年 1 月全国记录的 826 起事故中，有 456 人死亡，3404 人受伤。

### 道路交通事故成因
道路交通事故的原因取决于一系列因素，这些因素可以大致分为：
- （一）车辆操作员或驾驶员因素
- （二）车辆因素
- （三）道路路面状况因素
- （四）环境因素

### 联合国可持续发展目标
2015 年 9 月，大会通过了 2030 年可持续发展议程，其中包括 17 个可持续发展目标(SDG)。新议程基于“不让任何人掉队”的原则，强调采用整体方法实现所有人的可持续发展。 目标 3：确保健康的生活方式并促进各年龄段所有人的福祉
- 目标 3 下的具体目标 3.6 专门用于解决道路交通事故问题：到 2020 年，将全球道路交通事故造成的死伤人数减半 §

尼日利亚联邦政府已经建立了一些机制来确保在该国实施可持续发展目标。然而，尼日利亚距离实现这一目标还很远。

## 传统/替代医学
正如最近出来的报告所显示，除了许多好处之外，不同类型的传统医学/补充或替代医学也存在一定的风险。尽管今天的消费者可以广泛使用各种 TM/CAM疗法，但他们无法得知在进行TM/CAM疗法时要注意什么，以免造成不必要的伤害。 但在该国，传统/替代医学和草药的无管制销售和滥用造成了很大的危害，并大大拖延了患者寻求专业医疗服务的时间。